# Oposição (política)
Oposição (do latim oppositione) é ato ou efeito de se opor ou se colocar contra algo ou alguém. Em política especificamente, refere-se aos partidos políticos contrários ao governo. Em política, refere-se ao partido ou grupo de partidos que intitulam-se contrários ao governo.
Em regimes de governo bipartidários, a posição de cada partido político fica sempre estabelecida entre o partido de situação (partido do governo) e o partido de oposição. Em regimes multipartidários, a cada eleição, os partidos dividem-se em partidos de situação, oposição e independentes.
Há várias formas de se fazer oposição, seja institucional (dentro das instituições democráticas, como os partidos e o parlamento) ou não institucional, até formas mais radicais como a subversão e o terrorismo.

## Formas de oposição

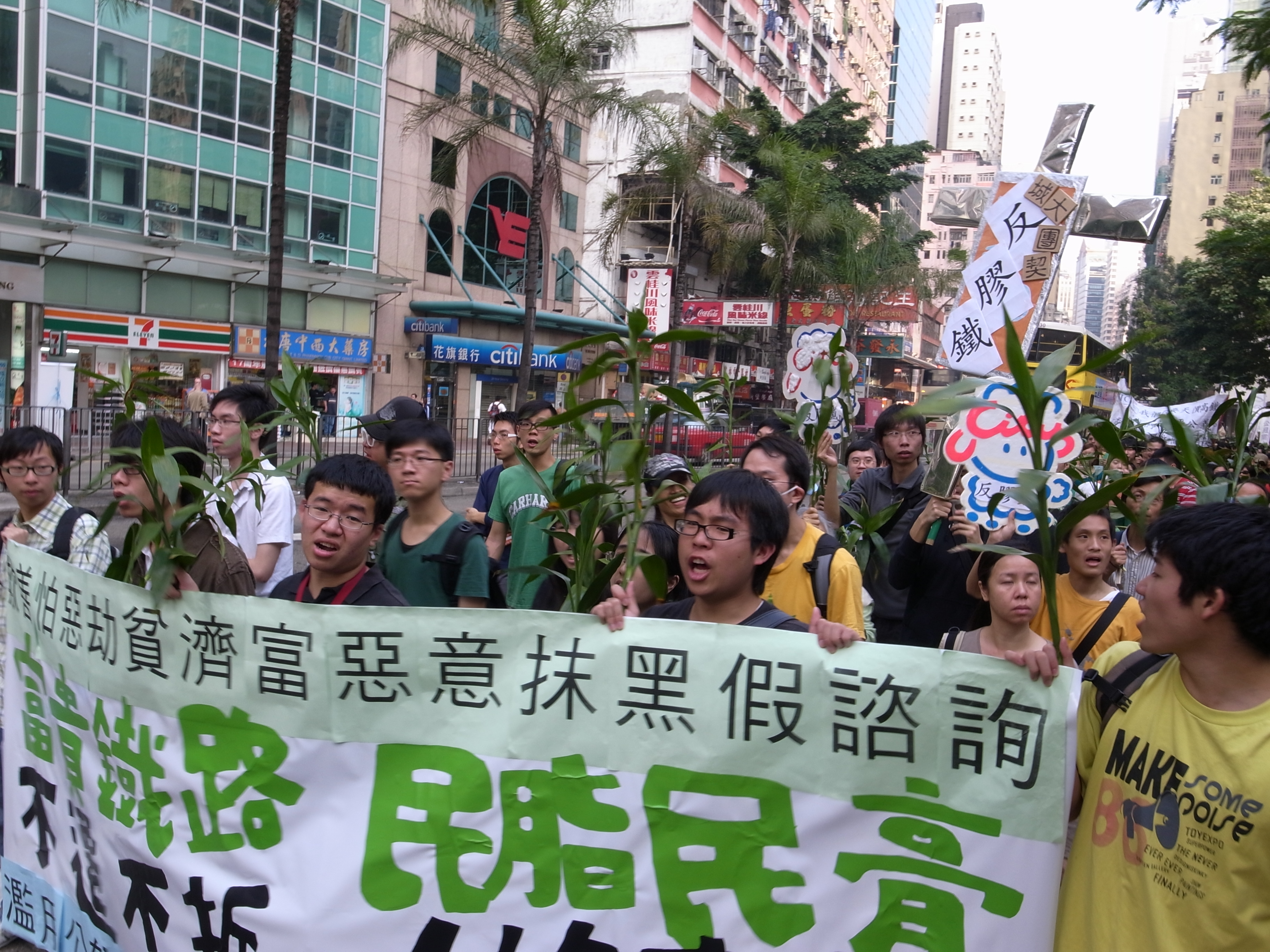
Manifestação popular de oposição à construção da estrada de ferro Pequim-Hong Kong em 2009/2010

- Dissidência
- Desobediência civil
- Clandestinidade
- Subversão
- Rebelião
- Terrorismo